# Meurtres à Colmar
Pour plus de détails, voir Fiche technique et Distribution.
Meurtres à Colmar  est un téléfilm français réalisé par Klaus Biedermann en 2018, dans la collection Meurtres à... et diffusée en 2019.

## Synopsis
Étienne Ronsard, médecin humanitaire, ne croit pas en la thèse officielle sur la mort de son fils, Gilles, chef de brigade à la police criminelle de Colmar : il ne peut pas avoir causé sa mort et celle de son coéquipier parce qu'il était sous l'emprise de la drogue. Étienne en est persuadé : son fils n'était pas un drogué. Pourtant, les deux hommes se voyaient peu en raison du métier du père. Il essaie de convaincre la nouvelle cheffe de brigade, Anaïs Lacombe, mais elle a perdu son fiancé dans l'accident.

## Fiche technique
- Titre original : Meurtres à Colmar
- Réalisation : Klaus Biedermann
- Scénario : Elizabeth Verry, Martin Sauvageot
- Production : Lissa Pillu
- Langue : Français
- Genre : Policier
- Durée : 91 minutes
- Dates de première diffusion télévision:
  -  Belgique : 10 février 2019, sur La Une
  -  Suisse : 28 juin 2019, sur RTS Un
  -  France : 14 septembre 2019, sur France 3

## Distribution
Sauf indication contraire, les informations mentionnées dans cette section peuvent être confirmées par la base de données cinématographiques IMDb,  présente dans la section « Liens externes ».
- Pierre Arditi : Étienne Ronsard
- Garance Thénault : Anaïs Lacombe
- Isabelle Candelier : Élisabeth Wendling
- Vincent Deniard : Janusz Wolff
- Cécile Camp : Hélène Schaeffer
- Nathalie Bienaimé : Émilie Korninger
- Maria Ducceschi : Térésa Wolff
- Xavier Maly : Dr Richard Meyer
- Stéphane Soo Mongo : Lucas Villant
- Gaël Raës : Alexis Ronsard
- Gaëla Le Devehat : Florence Ronsard
- Pierre Huntzinger : Julien Boiseux
- Laurent Manzoni : Procureur Barrère
- Florian-Pierre Goering : Ronnie Graff
- Gaël Chaillat : Paul Varois
- Loïc Guingand : Wil Korninger
- Julien Ellenrieder : Gilles Ronsard
- Vincent Paquot : Arnaud Mazzotti
- Maeva Heitz : Maître Despinasse
- Marie Hattermann : Béa Floret
- Marie Schoenbock : La gardienne de musée 1
- Joël Villy : Le promeneur
- Carole Breyer : La gardienne de musée 2
- Brigitte Barilley : Mado
- Nicolas Casar-Umbdenstock : Pszoniack

## Lieux de tournage
Le téléfilm a été tourné à Colmar et ses environs du 16 juillet au 10 août 2018. La Cour d'appel de Colmar, le centre hospitalier de Rouffach, le vignoble de Riquewihr et une ferme à Breitenbach-Haut-Rhin ont notamment servi de décors.

## Audience
Lors de sa première diffusion sur France 3, le 14 septembre 2019, le téléfilm est arrivé en tête des audiences en France avec 4,2 millions de téléspectateurs, soit 24 % de part d'audience.